# Davide Bartesaghi
Davide Bartesaghi (Erba, Como, 29 de diciembre de 2005) es un futbolista italiano. Juega de lateral izquierdo y su equipo actual es el A. C. Milan de la Serie A, máxima categoría del fútbol italiano.

## Trayectoria
Debutó como profesional el 23 de septiembre de 2023, el entrenador Stefano Pioli lo hizo ingresar al minuto 74 para enfrentar a Hellas Verona y ganaron 1-0 en el Estadio Giuseppe Meazza ante más de 71000 espectadores.

## Selección nacional
Ha sido internacional con la selección de fútbol de Italia en las categorías juveniles sub-18, sub-19 y sub-20.

## Estadísticas

### Clubes
Actualizado al último partido citado el 17 de mayo de 2025.
| Club                  | Div.          | Temporada     | Liga  | Liga  | Liga   | Copas nacionales | Copas nacionales | Copas nacionales | Copas internacionales | Copas internacionales | Copas internacionales | Total | Total | Total  |
| Club                  | Div.          | Temporada     | Part. | Goles | Asist. | Part.            | Goles            | Asist.           | Part.                 | Goles                 | Asist.                | Part. | Goles | Asist. |
| --------------------- | ------------- | ------------- | ----- | ----- | ------ | ---------------- | ---------------- | ---------------- | --------------------- | --------------------- | --------------------- | ----- | ----- | ------ |
| A. C. Milan · Italia  | 1.ª           | 2023-24       | 6     | 0     | 0      | 1                | 0                | 0                | 1                     | 0                     | 0                     | 8     | 0     | 0      |
| A. C. Milan · Italia  | 1.ª           | 2024-25       | 4     | 0     | 0      | 2                | 0                | 0                | 1                     | 0                     | 0                     | 7     | 0     | 0      |
| A. C. Milan · Italia  | 1.ª           | 2025-26       | 0     | 0     | 0      | -                | -                | -                | -                     | -                     | -                     | 0     | 0     | 0      |
| A. C. Milan · Italia  | Total club    | Total club    | 10    | 0     | 0      | 3                | 0                | 0                | 2                     | 0                     | 0                     | 15    | 0     | 0      |
| Milan Futuro · Italia | 3.ª           | 2024-25       | 27    | 1     | 2      | 4                | 0                | 0                | —                     | —                     | —                     | 31    | 1     | 2      |
| Milan Futuro · Italia | Total club    | Total club    | 27    | 1     | 2      | 4                | 0                | 0                | 0                     | 0                     | 0                     | 31    | 1     | 2      |
| Total carrera         | Total carrera | Total carrera | 37    | 1     | 2      | 7                | 0                | 0                | 2                     | 0                     | 0                     | 46    | 1     | 2      |
| 1. 2.                 |               |               |       |       |        |                  |                  |                  |                       |                       |                       |       |       |        |

### Selección
Actualizado al último partido citado el 20 de marzo de 2025.
| Selección         | Temporada         | Continental | Continental | Continental | Mundial | Mundial | Mundial | Amistosos | Amistosos | Amistosos | Total | Total | Total  |
| Selección         | Temporada         | Part.       | Goles       | Asist.      | Part.   | Goles   | Asist.  | Part.     | Goles     | Asist.    | Part. | Goles | Asist. |
| ----------------- | ----------------- | ----------- | ----------- | ----------- | ------- | ------- | ------- | --------- | --------- | --------- | ----- | ----- | ------ |
| Sub-18 · Italia   | 2022              | —           | —           | —           | —       | —       | —       | 3         | 0         | 1         | 3     | 0     | 1      |
| Sub-18 · Italia   | Total sel.        | 0           | 0           | 0           | 0       | 0       | 0       | 3         | 0         | 1         | 3     | 0     | 1      |
| Sub-19 · Italia   | 2023-24           | 9           | 0           | 0           | —       | —       | —       | 5         | 0         | 1         | 14    | 0     | 1      |
| Sub-19 · Italia   | Total sel.        | 9           | 0           | 0           | 0       | 0       | 0       | 5         | 0         | 1         | 14    | 0     | 1      |
| Sub-20 · Italia   | 2024              | —           | —           | —           | —       | —       | —       | 4         | 0         | 0         | 4     | 0     | 0      |
| Sub-20 · Italia   | 2025              | —           | —           | —           | -       | -       | -       | 1         | 0         | 0         | 1     | 0     | 0      |
| Sub-20 · Italia   | Total sel.        | 0           | 0           | 0           | 0       | 0       | 0       | 5         | 0         | 0         | 5     | 0     | 0      |
| Total selecciones | Total selecciones | 9           | 0           | 0           | 0       | 0       | 0       | 13        | 0         | 2         | 22    | 0     | 2      |
| 1.                |                   |             |             |             |         |         |         |           |           |           |       |       |        |

## Palmarés

### Títulos nacionales
| Título              | Club        | País   | Año  |
| ------------------- | ----------- | ------ | ---- |
| Supercopa de Italia | A. C. Milan | Italia | 2024 |